# Safia rufipicta
Safia rufipicta är en fjärilsart som beskrevs av William Schaus 1911. Safia rufipicta ingår i släktet Safia och familjen nattflyn. Inga underarter finns listade.